# Prawęcice
Prawęcice – wieś w Polsce położona w województwie łódzkim, w powiecie zgierskim, w gminie Aleksandrów Łódzki.

## Historia
Wieś w formie rzędówki z luźną zabudową wzdłuż drogi, przekształcającą się stopniowo w ulicówkę.
Prywatna wieś duchowna położona była w drugiej połowie XVI wieku w powiecie łęczyckim województwa łęczyckiego. Wieś opactwa cystersów w Wąchocku zamieniona została w 1432 roku na rzecz klasztoru kanoników regularnych w Trzemesznie.
W latach 1975–1998 miejscowość administracyjnie należała do ówczesnego województwa łódzkiego.
Nazwa Prawęcic pochodzi od domów budowanych tylko po prawej stronie od Poddębic, gdyż po lewej znajdowały się tylko użytki rolne. W latach 60. nazywana była "niebieską wsią", ponieważ wszystkie domy były malowane na niebiesko, przez przydział farb z gminy.